# دور الولايات المتحدة في الثورة المكسيكية

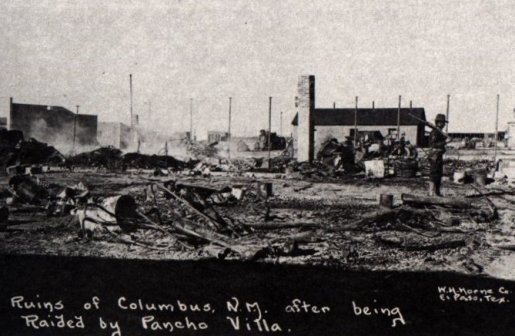
الثورة المكسيكية

تباين الدور الذي اضطلعت به الولايات المتحدة في الثورة المكسيكية ويبدو أنه كان متناقضًا، إذ دعمت في البداية الأنظمة المكسيكية ثم رفضتها خلال الفترة 1910-1920. لأسباب اقتصادية وسياسية على حد سواء، أيدت الحكومة الأمريكية عمومًا أولئك الذين احتلوا مناصب السلطة، ولكنها تكتمت عن الاعتراف بهم رسميًا. أيدت الولايات المتحدة نظام بورفيريو دياث خلال الفترتين 1876-1880 و1884-1911، بعد أن امتنعت عن الاعتراف به في البداية منذ وصوله إلى السلطة عن طريق الانقلاب. في عام 1909، التقى دياث والرئيس الأمريكي تافت في سيوداد خواريز، عبر حدود مقاطعة إل باسو في تكساس. قبل تنصيب توماس وودرو ويلسون رئيسًا للولايات المتحدة في 4 مارس 1913، ركزت الحكومة الأمريكية فقط على تحذير الجيش المكسيكي من أن الجيش الأمريكي سيتخذ التدابير اللازمة في حال تعرضت حياة وممتلكات مواطني الولايات المتحدة الذين يعيشون في البلاد إلى الخطر. أرسل الرئيس ويليام هوارد تافت المزيد من القوات إلى الحدود الأمريكية المكسيكية لكنه لم يسمح لهم بالتدخل مباشرة في الصراع، وهو أمر عارضه الكونغرس. أرسلت الولايات المتحدة قوات إلى المكسيك مرتين خلال الثورة، وذلك لاحتلال فيراكروز في عام 1914 وإلى شمال المكسيك في عام 1916 في محاولة فاشلة لاعتقال بانشو فيا. كان دور الولايات المتحدة في الثورة المكسيكية مبالغًا فيه، على الرغم من أن السياسة الخارجية للولايات المتحدة تجاه أمريكا اللاتينية افترضت أن المنطقة هي مجال نفوذ الولايات المتحدة، كما يتضح في مبدأ مونرو وفي نتيجة ثيودور روزفلت لمبدأ مونرو، التي أكدت على حق الولايات المتحدة في التدخل العسكري في المنطقة لاستعادة النظام في حال عدم وجود دولة لتحقيق ذلك. لم تتدخل الولايات المتحدة مباشرة في الثورة المكسيكية على نحو مستدام.
أثناء فترة حكم دياث الطويلة للمكسيك، نفذ سياسات ليبرالية تهدف إلى التحديث والتنمية الاقتصادية، ودعا أصحاب المشاريع الأجانب إلى الاستثمار في المكسيك. فُرض في عهده نظام سياسي وأصدر قوانين مؤاتية للمستثمرين. خلال عقود من حكم دياث، استثمرت الشركات التجارية الأمريكية الكثير من رأس المال، ولا سيما على طول الحدود بين الولايات المتحدة والمكسيك. نشأ تعاون اقتصادي وثيق بين البلدين، يستند إلى الاستقرار السياسي في المكسيك. في عام 1908، أجرى الصحفي الأمريكي، جيمس كريلمان، مقابلة مع دياث صرح فيها بعدم رغبته بالترشح لإعادة انتخابه في عام 1910، ما أفضى إلى قيام المرشحين المحتملين بمناورات سياسية. خالف دياث نفسه، وترشح لإعادة انتخابه، وسجن المرشح الرئيسي للمعارضة، فرانشيسكو ماديرو. التمس الثوريون المكسيكيون اللجوء على الجانب الأمريكي من الحدود قبل أحداث عام 1910، وهو نمط اتبعه ماديرو. هرب من المكسيك ولجأ إلى سان أنطونيو في تكساس، وطالب بإلغاء انتخابات عام 1910 وتنصيبه رئيسًا مؤقتًا والحصول على الدعم الثوري من الشعب المكسيكي. أشعلت خطته المتعلقة بسان لويس بوتوسي بعض الانتفاضات الثورية، وخاصة في شمال المكسيك. لم تتدخل الولايات المتحدة في الأحداث التي تكشفت حتى 6 مارس 1911، حيث حشد الرئيس ويليام هوارد تافت القوات على حدود الولايات المتحدة والمكسيك. «في الواقع، كان هذا تدخلًا في السياسة المكسيكية، واعتبر المكسيكيون أن الولايات المتحدة أدانت دياث».
عقب إرغام دياث على الاستقالة في عام 1911 وانتخاب فرانشيسكو ماديرو رئيسًا في أكتوبر 1911، أصبح الرئيس الأمريكي تافت بطة عرجاء، بعد أن خسر الانتخابات الرئاسية في عام 1912. بقي تافت في منصبه إلى حين تنصيب وودرو ويلسون في مارس 1913 وخلال تلك الفترة، سعى سفير تافت في المكسيك، هنري لين ويلسون، بنشاط إلى الإطاحة بالرئيس المكسيكي المنتخب ديمقراطيًا ماديرو. تضامن لين ويلسون في البداية مع نظام ماديرو، ولكنه سرعان ما عارضه وتآمر مع الجنرال فيكتوريانو هويرتا للإطاحة بماديرو. اندلع الانقلاب المناهض لماديرو في فبراير 1913، وعُرف باسم الأيام العشرة المأساوية، والتي شهدت الاستقالات القسرية لماديرو ونائب الرئيس، ومن ثم قتلهما. رفضت حكومة الولايات المتحدة في عهد الرئيس الجديد وودرو ويلسون الاعتراف بحكومة هويرتا.
في عهد الرئيس ويلسون، أرسلت الولايات المتحدة قوات لاحتلال فيراكروز، ونزعت فتيل الخلاف من خلال إقامة مؤتمر للسلام في كندا. أُرغمت القوات المناهضة لهويرتا في الشمال تحت حكم فينوستيانو كارانزا وفي الجنوب تحت حكم إميليانو زاباتا على استقالة هويرتا في يوليو 1914. اندلعت حرب أهلية بين الفائزين في عام 1915، حيث اعترفت الولايات المتحدة بكتلة كارانزا الدستورية، ما سمح بتدفق الأسلحة إلى جيشه. أثار اعتراف الولايات المتحدة بكارانزا غضب حليفه السابق، بانشو فيا، وهاجم مدينة كولومبوس الحدودية في نيو مكسيكو في عام 1916. لاحق الجيش الأمريكي بقيادة الجنرال جون جوزيف بيرشنغ بانشو فيا ضمن مهمة عقابية، وعُرفت باسم حملة بانشو فيا، لكنه فشل في القبض عليه. أرغم كارانزا الولايات المتحدة على الانسحاب عبر الحدود.

## العلاقات الدبلوماسية في عهد دياث
فتح دياث المكسيك أمام الاستثمار الأجنبي لبريطانيا وفرنسا وألمانيا، وبالأخص الولايات المتحدة، واستحدث ظروف «النظام والتقدم» التي عززت تطور المكسيك. اتسمت العلاقات بين المكسيك والولايات المتحدة خلال فترة رئاسة دياث بالقوة عمومًا، على الرغم من أنه بدأ في تعزيز الروابط مع بريطانيا العظمى وألمانيا وفرنسا لموازنة قوة الولايات المتحدة ونفوذها. اعترف رئيس الولايات المتحدة وليام هوارد تافت بالدور الذي لعبه دياث في تغيير المكسيك، قائلًا «بالتأكيد لم يحرز أي شعب تقدمًا نسبيًا أكبر من الذي أحرزه الشعب المكسيكي تحت إدارة بورفيريو دياث، فما فعله للشعب المكسيكي يفوق ما فعله أي شخص آخر في أمريكا اللاتينية لأي من شعبه، والحقيقة هي أن الشعب بحاجة لشخص حازم في المكسيك ويدرك الجميع ذلك». كانت المكسيك مهمة جدًا بالنسبة للشركات التجارية الأمريكية واعتبر تافت دياث سبيلًا لحماية تلك الاستثمارات. التقى تافت دياث شخصيًا على الحدود بين الولايات المتحدة والمكسيك في عام 1909، وهو حدث تاريخي في حد ذاته نظرًا لكونها أول زيارة يقوم بها رئيس للولايات المتحدة إلى المكسيك وهو في منصبة. أشارت الولايات المتحدة باستمرار إلى دعمها دياث، على الرغم من تقدمه في السن. كان تافت واقعيًا وصرح بأن الولايات المتحدة «تمتلك رؤوس أموال بقيمة ملياري دولار في المكسيك والتي ستتعرض لخطر كبير في حال موت دياث وتفكك حكومته».
على الرغم من أهمية المكسيك للمصالح التجارية الأمريكية والحدود الطويلة المشتركة بين البلدين التي قد تجعل الولايات المتحدة عرضة لتداعيات الاضطرابات التي تحدث في المكسيك، كان للولايات المتحدة «تاريخ من التمثيل الدبلوماسي غير الكفء». وفقًا لأحد الباحثين، اعتًبر تعيين إدارة تافت لهنري لين ويلسون سفيرًا «مواصلة لتقليد عدم الكفاءة».
أثناء فترة رئاسة بورفيريو دياث، أبقت الوثائق المنقولة من قنصلية الولايات المتحدة في المكسيك وزير الخارجية على علم بالشؤون المكسيكية في واشنطن العاصمة. أبلغ وزير الخارجية الرئيس تافت عن احتمال حدوث تغيير في النظام في المكسيك، عندما لم يتمكن دياث من السيطرة على عمليات التمرد في مناطق مختلفة من المكسيك. في بادئ الأمر، لم يرغب تافت في التدخل ولكنه أراد إبقاء حكومة دياث في السلطة لمنع حدوث مشاكل في العلاقات التجارية بين البلدين، مثل تجارة النفط بين المكسيك والولايات المتحدة.